# American Fork
American Fork est une ville du comté d'Utah, située au sud de Salt Lake City en Utah.
La ville a été incorporée en 1853.
La population était de 26 263 habitants en 2010.

## Personnalités liées à American Fork
- Jean Westwood (1923-1997), femme politique, y est morte.
- Wayne Sermon, guitariste du groupe Imagine Dragons, y est né.